# Crianza
Crianza is een Belgisch bier. Het werd gebrouwen in Brouwerij De Ranke te Wevelgem voor Brasserie de la Senne  (“De Zenne Brouwerij”) te Brussel.
Crianza is een bier van gemengde gisting met een alcoholpercentage van 7%. Het bier was een menging van een bier van hoge gisting met traditionele lambiek. Na deze menging rijpte Crianza nog 9 maanden op vaten. Dit bier wordt niet meer gebrouwen.